# 11094 Kuba
11094 Kuba eller 1994 PG17 är en asteroid i huvudbältet som upptäcktes den 10 augusti 1994 av den belgiske astronomen Eric W. Elst vid La Silla-observatoriet. Den är uppkallad efter landet Kuba.
Asteroiden har en diameter på ungefär 10 kilometer.